# Pavel Bartík
Pavel Bartík (Zvolen, 19 marzo 1981) è un pallavolista slovacco.